# 出村彰
出村 彰（でむら あきら、1933年1月12日 - ）は、日本の神学者、東北学院大学名誉教授。

## 人物・来歴
宮城県仙台市生まれ。1955年、東北学院大学文経学部英文学科卒。1957年、東京神学大学卒。1959年、同大学院修士課程（組織神学）修了、東北学院大学助手。1964年、プリンストン神学校神学博士。バーゼル大学神学博士。
その後、東北学院大学助教授、同教授。同副学長を歴任。定年退職後には、2007年より学校法人宮城学院理事長も務めた。
1972年、日本宗教学会賞受賞。

## 著書
- 再洗礼派 宗教改革時代のラディカリストたち 日本基督教団出版局 1970
- ツヴィングリ 日本基督教団出版局 1974 (人と思想シリーズ)
- スイス宗教改革史研究 2版 日本基督教団出版局 1983.10
- カステリョ  清水書院 1994.10 (Century books )
- 中世キリスト教の歴史 日本キリスト教団出版局 2005.1
- 総説キリスト教史 2(宗教改革篇)  日本キリスト教団出版局 2006.9
- 宗教改革論集 1-2 新教出版社 2009-10

## 共編著
- 聖書解釈の歴史 新約聖書から宗教改革まで 宮谷宣史共編 日本基督教団出版局 1986.10
- 総説キリスト教史 1(原始・古代・中世篇) 荒井献,出村みや子共著 日本キリスト教団出版局 2007.2

## 翻訳
- 宗教改革史 ベイントン 新教出版社 1966
- 神の国 アウグスティヌス 日本基督教団出版局 1968
- カルヴァン旧約聖書註解 1-4 カルヴァン著作集刊行会・新教出版社 1970-74
- エラスムス R.H.ベイントン 日本基督教団出版局 1971
- キリスト教入門 2 歴史 日本基督教団出版局 1977.12
- 清き心をつくり給え H.J.イーヴァント説教集 日本基督教団出版局 1980.2 (現代世界説教選)
- キリスト教歴史観入門 ローランド・H.ベイントン 教文館 1980.12
- 宗教改革著作集 第5-6巻 ツヴィングリとその周辺 共訳 教文館 1984-86
- 宗教改革著作集 第8巻 再洗礼派 共訳　教文館 1992.10
- 宗教改革著作集 第10巻 カルヴァンとその周辺 教文館 1993.3
- 宗教改革著作集 第14巻 信仰告白・信仰問答 教文館 1994.11
- 宗教改革著作集 第15巻 教会規定・年表・地図・参考文献目録 教文館 1998.8
- 宗教改革著作集 第1巻 宗教改革の先駆者たち ウィクリフ 教文館 2001.7
- セバスティアン・カステリョ 宗教寛容のためのたたかい ハンス・R.グッギスベルク 新教出版社 2006.11
- はじめてのカルヴァン  C.エルウッド 教文館, 2007.7
- カルヴァン歴史を生きた改革者 1509-1564 ベルナール・コットレ 新教出版社 2008.7
- 牧会者カルヴァン 教えと祈りと励ましの言葉 ジャン・カルヴァン 新教出版社 2009.5

## 参考サイト
- J-GLOBAL 出村 彰 - 2007年時点
- 出村彰宗教改革論集〈2〉ツヴィングリ―改革派教会の遺産と負債 - 紀伊国屋書店BookWeb